# Newport, New South Wales
Newport este o suburbie în Sydney, Australia.